# Kiruna (đô thị)
Đô thị Kiruna (tiếng Thụy Điển: Kiruna kommun) là một đô thị ở hạt Norrbotten của Thụy Điển. Thủ phủ là thị xã Kiruna. Dân số thời điểm 31 tháng 12 năm 2000 là 24314 người.